# Lloyd Lonergan
Lloyd Lonergan (Chicago, 3 marzo 1870 – New York, 6 aprile 1937) è stato uno sceneggiatore e regista statunitense.

## Biografia
Cognato di Edwin Thanhouser, Lloyd Lonergan fu, insieme a questi, uno dei tre fondatori della Thanhouser Company (la terza fu Gertrude Thanhouser, moglie di Edwin). Lonergan contribuì alla conduzione della compagnia, che aveva la sede a New Rochelle, nello stato di New York, soprattutto attraverso il suo prolifico lavoro di sceneggiatore. In poco più di una decina d'anni (dal 1910 al 1921), scrisse 273 tra soggetti e sceneggiature. Fu anche regista e il suo nome è legato a nove film che potrebbe aver diretto (alcuni di questi non sono confermati). Girò anche un film come attore e uno come montatore. Era fratello di Philip Lonergan, anche lui sceneggiatore.

## Filmografia
Quando manca il nome del regista, questo non viene riportato nei titoli

### Sceneggiatore (parziale)
- The Actor's Children, regia di Barry O'Neil - cortometraggio (1910)
- St. Elmo, regia di Lloyd B. Carleton e Barry O'Neil - cortometraggio (1910)
- She's Done It Again, regia di Lloyd B. Carleton - cortometraggio (1910)
- Daddy's Double - cortometraggio (1910)
- The Winter's Tale, regia di Theodore Marston e Barry O'Neil - cortometraggio (1910)
- The Writing on the Wall, regia di Barry O'Neil (1910)
- The Woman Hater (1910)
- The Doctor's Carriage (1910)
- Dots and Dashes (1910)
- Pocahontas - cortometraggio (1910)
- Young Lord Stanley (1910)
- The Childhood of Jack Harkaway (1910)
- Bertie's Brainstorm (1911)
- Cally's Comet (1911)
- The Arab's Bride, regia di George Nichols - cortometraggio (1912)
- Flying to Fortune, regia di George Nichols - cortometraggio (1912)
- The Taming of Mary, regia di George Nichols (1912)
- The Golf Caddie's Dog, regia di George Nichols (1912)
- For Sale -- A Life, regia di George Nichols (1912)
- The Girl of the Grove, regia di George Nichols (1912)
- A Love of Long Ago, regia di George Nichols (1912)
- Into the Desert, regia di George Nichols (1912)
- Rejuvenation, regia di George Nichols (1912)
- Miss Arabella Snaith, regia di George Nichols (1912)
- The Saleslady, regia di George Nichols (1912)
- Love's Miracle, regia di George Nichols (1912)
- Jilted (1912)
- Jess, regia di George Nichols (1912)
- The Ring of a Spanish Grandee, regia di George Nichols (1912)
- Whom God Hath Joined, regia di George Nichols (1912)
- Called Back, regia di George Nichols   (1912)

- Out of the Dark, regia di George Nichols (1912)

- Robin Hood, regia di Theodore Marston - soggetto (1913)

- What Might Have Been (1913)

- Frou Frou, regia di Eugene Moore (1914)

- Cardinal Richelieu's Ward, regia di Eugene Moore (1914)
- Guilty or Not Guilty (1914)

- From the Flames, regia di Carroll Fleming (1914)

- A Debut in the Secret Service, regia di Frederick Sullivan (1914)
- A Mohammedan Conspiracy, regia di Frederick Sullivan (1914)

- When the Fleet Sailed, regia di Frederick Sullivan (1915)

- Ambition, regia di Howard M. Mitchell cortometraggio (1915)

- Bubbles in the Glass, regia di Ernest C. Warde - cortometraggio (1916)

- The Five Faults of Flo, regia di George Foster Platt (1916)

- What Doris Did, regia di George Foster Platt - scenario (1916)
- Maud Muller Modernized, regia di Anders Van Haden (come William A. Howell) - cortometraggio (1916)
- Oscar, the Oyster Opener - cortometraggio (1916)
- The Cruise of Fate, regia di Ernest C. Warde - cortometraggio (1916)
- Ambitious Awkward Andy, regia di Anders Van Haden (come William A. Howell) - cortometraggio (1916)
- Theodore's Terrible Thirst, regia di Anders Van Haden (come William A. Howell) - cortometraggio (1916)
- Rupert's Rube Relation, regia di Anders Van Haden (come William A. Howell) - cortometraggio (1916)
- Pansy Post, Protean Player, regia di Arthur Ellery - cortometraggio (1916)
- Pedro, the Punk Poet - cortometraggio (1916)
- Paul's Political Pull, regia di Anders Van Haden (come William A. Howell) - cortometraggio (1916)
- Fear - cortometraggio (1916)
- The Snow Shoveler's Sweetheart - cortometraggio (1916)
- The Net, regia di George Foster Platt (1916)

- The Sailor's Smiling Spirit, regia di Anders Van Haden (come William A. Howell) - cortometraggio (1916)
- The Girl from Chicago - cortometraggio (1916)

- The Weakling - cortometraggio (1916)

- Other People's Money, regia di William Parke (1916)

- Mary Lawson's Secret, regia di John B. O'Brien (1917)
- The Woman in White, regia di Ernest C. Warde (1917)
- The Man Without a Country, regia di Ernest C. Warde (1917)

- The Heart of Ezra Greer, regia di Émile Chautard (1917)

- My Lady's Garter, regia di Maurice Tourneur (1920)

### Regista (parziale)
- The Ghost in Uniform (1913)
- Sherlock Holmes Solves the Sign of the Four - non confermato (1913)
- Express C.O.D. - non confermato (1913)
- The Snare of Fate (1913)

### Attore
- The Actor's Children, regia di Barry O'Neil (1910)

### Montatore
- Beating Back, regia di Caryl S. Fleming - montaggio sceneggiatura (1914)
- Nine Points of the Law, regia di Wayne Mack - montatore (1922)